# Yakimono

Yakimono (焼き物) désigne à la fois un type de cuisson (grillé) et les plats qui sont cuisinés de cette manière dans la cuisine japonaise.
Le suffixe yaki signifie « grillé », et se retrouve dans de nombreux plats typiques japonais qui sont grillés.

## Quelquesyakimono
Parmi les yakimono les plus connus, on trouve les gyoza, okonomiyaki, takoyaki ou encore les yakitori. 

## Ustensiles
Parmi les instruments pour réaliser un plat yakimono, on peut citer le teppanyaki (planche de cuisson japonaise ou encore le makiyaki nabe (巻き焼き鍋) ou la tamagoyaki ki (卵焼き器/玉子焼き器), poêle rectangulaire pour faire les omelettes japonaises en rouleau (卵焼き/玉子焼き, tamagoyaki). 